# 가에타노 도니체티
도메니코 가에타노 마리아 도니체티(이탈리아어: Domenico Gaetano Maria Donizetti, 1797년 11월 29일, 이탈리아 롬바르디아, 베르가모 ~ 1848년 4월 8일 베르가모)는 이탈리아의 오페라 작곡가이다. 그의 가장 유명한 작품으로는 《람메르무어의 루치아》, 《사랑의 묘약》,《연대의 딸》(1840),《돈 파스콸레》(1842) 등이 있다. 도니체티는 빈첸초 벨리니(주요 작품 : 몽유병 여인, 노르마, 단테의 베아트리체, 청교도), 조아키노 로시니와 함께 19세기 전반 벨칸토 오페라를 주도하였다

## 생애
도니체티는 1797년 베르가모에서 음악과 전혀 상관없는 가난한 집안의 아들로 태어났다. 그의 아버지는 마을 전당포의 관리인이며, 도니체티는 세 아들 중 막내였다. 그러나 도니체티는 베르가모를 대표하는 가톨릭 교회의 성직자 죠반니 시모네 마이르에게서 음악 수업을 듣기 시작했다.
볼로냐 음악원에서 로시니의 후배이며, 처음에는 로시니의 모방에 그치고 있었으나, 로시니가 오페라 창작의 붓을 놓은 뒤부터 두각을 나타내게 되었다. 아버지의 의향에 반하여 음악가를 지망하였기 때문에 생활을 위해 군에 입대하였고, 군무의 틈을 타 오페라 작곡에 힘썼다. 1823년 25세로 제대, 오페라 작곡가로서 입신하여 이탈리아 각지에서 해마다 새 작품을 발표하여 점차 지위를 굳혔다. 로시니 이상으로 속필이며, 로시니가 <세비야의 이발사>를 쓰는 데 13일간이나 걸렸다니 정말 게으름쟁이라고 했다는 이야기가 전해지고 있다.
1830년대에 들어서 기법은 원숙하여 오페라 부파로는 <사랑의 묘약>(1832), <연대의 딸>(1840), <돈 파스콸레>(1843) 등을 내놓았고 한편 오페라 세리아로는 <루크레치아 보르지아>(1834), <람메르무어의 루치아>(1835) 등을 남겼다. 빈이나 파리에서도 활약했지만 1845년경부터 신경성 마비로 고향인 베르가모로 돌아와 1848년 4월 8일 50세로 세상을 떠났다. 도니체티의 오페라는 명가수가 배출된 시대에 작곡되었기 때문에 성악의 기교를 과시하고 있는 것이 눈에 띄며 그것은 예컨대 <루치아>의 유명한 <광란의 장>에서 전형을 볼 수가 있다. 한편 <사랑의 묘약>에서 보는 바와 같이 유려 감미로운 멜로디의 창작에도 뛰어났다. 어쨌든 도니체티의 궁극적 목적은 가수의 아름다운 소리를 어떻게 발휘하느냐 하는 방법의 탐구에 있었다.

## 작품
75개의 오페라, 16개의 교향곡, 19개의 현악 사중주, 193개의 노래, 45개의 듀엣, 3개의 오라토리오, 기악 협주곡, 소나타, 기타 실내악 등의 작품을 작곡했다.

### 주요 오페라
- 《행운의 속임수》(1823)
- 《안나 볼레나》(1830)
- 《사랑의 묘약》(1832)
- 《루크레치아 보르지아》(1833)
- 《마리아 스투아르다》(1834)
- 《마리노 팔리에로》(1835)
- 《람메르무어의 루치아》
- 《초인종》(1836)
- 《로베르토 데브뢰》(1837)
- 《폴리우토》(1838)
- 《알바 공작》(1839)
- 《연대의 딸》(1840)
- 《리타》(1841)
- 《샤무니의 린다》(1842)
- 《돈 파스콸레》(1842)